# Villar del Cobo (kommunhuvudort)
Villar del Cobo är en kommunhuvudort i Spanien.   Den ligger i provinsen Provincia de Teruel och regionen Aragonien, i den centrala delen av landet, 170 km öster om huvudstaden Madrid. Villar del Cobo ligger 1 433 meter över havet och antalet invånare är 224.
Terrängen runt Villar del Cobo är huvudsakligen lite kuperad. Villar del Cobo ligger nere i en dal. Runt Villar del Cobo är det mycket glesbefolkat, med 2 invånare per kvadratkilometer. Närmaste större samhälle är Albarracín, 19,5 km öster om Villar del Cobo. 